# Peter Sifneos
Peter Emmanuel Sifneos (Colophon, 22 de outubro de 1920 — Belmont, 9 de dezembro de 2008) foi um psiquiatra e pesquisador grego radicado nos Estados Unidos.
Peter Sifneos é o criador do termo alexitimia (a=não; lexis=palavra; thymós=emoção) que é a dificuldade de expressar sentimentos.

## Livros publicados
- Psicoterapia Dinâmica Breve, Coleção: Biblioteca Artes Médicas, Título original: Short-Term Dynamic Psychotherapy - Evaluation and Technique, Editora Artmed